# William Henry Pickering
William Henry Pickering (n. 15 februarie 1858 – d. 17 ianuarie 1938) a fost un astronom american, fratele lui Edward Charles Pickering.

## Muncă științifică
Pickering a descoperit Phoebe, cel de-al nouălea satelit al planetei Saturn în 1899, studiind fotografii luate pe plăci fotografice făcute în anul anterior. Astronomul a crezut că ar fi descoperit un al zecelea satelit al aceleiași planete în 1905, studiind plăci fotografice făcute în 1904, pe care l-a denumit "Themis". Toate cercetările ulterioare au demonstrat că "Themis" nu există.